# Florence Rabier
Pour les articles homonymes, voir Rabier.
Florence Rabier est une météorologue française qui est directrice générale du Centre européen pour les prévisions météorologiques à moyen terme. Elle travaille sur la prévision numérique du temps. Elle a été nommée chevalier de la Légion d'honneur en 2014.

## Biographie
Florence Rabier est engagée chez Météo-France dès janvier 1988 pour étudier à l'École nationale de la météorologie, recevant de l'université Toulouse-III-Paul-Sabatier une maîtrise en météorologie en 1990. Elle poursuivit à l'université Pierre-et-Marie-Curie à Paris où elle étudia la variation des données météorologiques en présence d'instabilités baroclines pour son doctorat,.
Après avoir obtenu son diplôme en 1992, Rabier a occupé divers postes à Météo-France, où elle a travaillé sur la prévision numérique du temps. En 1997, elle a développé des méthodes d'assimilation de données pour optimiser l'utilisation des observations satellitaires dans les prévisions météorologiques. En particulier, elle a travaillé sur des méthodes d'assimilation variationnelle en quatre dimensions (4D-VAR),. Elle devient scientifique sénior en 1998 et est nommée Chef de la Section Observation de Météo-France en 2001.
En 2003, Rabier est nommée ingénieur en chef des ponts et chaussées. Elle a travaillé sur l'interféromètre atmosphérique de sondage dans l'infrarouge (IASI), un instrument pour les satellites météorologiques européens. L'IASI permet de mesurer les profils atmosphériques de températures et hygrométriques depuis 2007 et a considérablement amélioré la météorologie opérationnelle. Pendant l'année polaire internationale (2007-2008), Rabier participe à une campagne de terrain en Antarctique sous les auspices du programme THORPEX,.
Florence Rabier rejoint le Centre européen pour les prévisions météorologiques à moyen terme (CEPMMT/ECMWF) en 2013, où elle a occupé le poste de directrice des prévisions. En 2016, elle a été nommée directeur général du CEPMMT,. Le centre, créé dans le cadre d'une initiative de coopération européenne en science et technologie, est situé à Reading au Royaume-Uni, utilise des supercalculateurs pour produire des prévisions numériques du temps.
Rabier travaille aux côtés d'Anne Grete Staume sur la mission ADM-Aeolus lancée en 2018. Elle est nommée présidente du comité consultatif de l'Agence spatiale européenne sur les observations de la Terre en 2021.

## Récompenses
- 2014 : Chevalier de la Légion d'honneur[7]
- 2014 : Grand Prix de l'Académie de l'air et de l'espace[8]

## Publications choisies
- (en) Rabier Florence, The ECMWF operational implementation of four dimensional variational assimilation Part I: experimental results with simplified physics, CEPMMT, 1999 (OCLC 60329137).
- (en) Rabier Florence, The ECMWF implementation of three dimensional variational assimilation (3D-Var) : part II: structure functions, CEPMMT, 1997 (OCLC 60036222).
- (en) E. Klinker, F. Rabier, G. Kelly et J.-F. Mahfouf, « The ecmwf operational implementation of four-dimensional variational assimilation. III: Experimental results and diagnostics with operational configuration », Quarterly Journal of the Royal Meteorological Society, vol. 126, no 564,‎ 2000, p. 1191–1215 (ISSN 0035-9009, DOI 10.1002/qj.49712656417, Bibcode 2000QJRMS.126.1191K).
- (en) Rabier Florence, Sensitivity of two-day forecast errors over the northern hemisphere to initial conditions, CEPMMT, 1994 (OCLC 59670065).
- (en) Florence Rabier, « Overview of global data assimilation developments in numerical weather-prediction centres », Quarterly Journal of the Royal Meteorological Society, vol. 131, no 613,‎ 1er octobre 2005, p. 3215–3233 (ISSN 0035-9009, DOI 10.1256/qj.05.129, Bibcode 2005QJRMS.131.3215R).